# Monako na Mistrzostwach Europy w Lekkoatletyce 2016
Monako na Mistrzostwach Europy w Lekkoatletyce 2016 – reprezentacja Monako podczas Mistrzostw Europy w Amsterdamie liczyła jednego zawodnika. Był nim biegacz Brice Etès.

## Występy reprezentantów Monako

### Mężczyźni

#### Konkurencje biegowe
| Zawodnik   | Konkurencja   | Eliminacje | Eliminacje | Półfinał | Półfinał | Finał | Finał |
| Zawodnik   | Konkurencja   | Wynik      | Poz.       | Wynik    | Poz.     | Wynik | Poz.  |
| ---------- | ------------- | ---------- | ---------- | -------- | -------- | ----- | ----- |
| Brice Etès | Bieg na 800 m | 1:50.53    | 23.        | NQ       | NQ       | NQ    | NQ    |